# Joan Pluimer
Joan Pluimer (Amsterdam, ca 1647 - 17 març 1718) va ser un poeta i dramaturg neerlandès. Va escriure una sèrie de preludis, farses i comèdies i alguns documents traduïts del francès. Durant quatre dècades, Pluimer va ser molt influent en el món del teatre d'Amsterdam, a causa del seu nomenament com a director del Teatre de la ciutat. Va romandre en el càrrec fins a la seva mort.

## Obra dramàtica
- Voorspel (1678)
- De bedrooge vrijjers (1679)
- De buitenspoorige jaloersche (1681)
- De vrek (L'avar) de Molière (1685)
- De verlooren schildwacht (1686)
- School voor jaloerschen (1691)
- Krispijn Starrekijker (1709)
- Pyramus en Thisbé (1723)
- Reinout in het betoverde hof, zijnde het gevolg van Armida (1728)